# Судак (річка)
Судак, Тарак-Таш, Суук-Су (крим. Sudaq, Taraq Taş) — річка в Україні, що впадає до Чорного моря біля рогу Алчак. Довжина 27 км. Площа водозбірного басейну 161 км². Похил 35,0 м/км. Долина V-подібна, нижче ящико- та трапецієподібна, завширшки 0,3—1 км. Заплава шириною 50—250 м. Річище звивисте, шириною 2—3 м. Часто пересихає. Водоспади біля витоку і вище ущелини Біюк-Дере (висотою 4 м). Використовується на господарські потреби.
Бере початок (злиттям Суук-Су та Аджи-Бею) на північно-східних лісистих схилах хребта Хамбал, в гірському амфітеатрі хребта та гори Куркушлу-Оба. Іноді топонім Суук-Су відносять до всієї річки від витоку до впадіння в море в Судаку. Тече по території Судацької міської ради Феодосійського району Криму.

## Населені пункти
Розташовані над річкою села, селища, міста, від витоків до гирла: Судак.

## Цікавий факт
- У книзі Петер-Симон Паллас «НАБЛЮДЕНИЯ, СДЕЛАННЫЕ ВО ВРЕМЯ ПУТЕШЕСТВИЯ ПО ЮЖНЫМ НАМЕСТНИЧЕСТВАМ РУССКОГО ГОСУДАРСТВА в 1793—1794 годах» про цю річку зазначено: |                                                                                                                                                                                                                                                                                                                                                                                                                                                                                                                                                                                                         | \| Значительный ручей Сук-су, текущий с горных вершин по длине тринадцати верст, пробегает большую долину, падая в море; в него впадает маленький ручей Карагач, выходящий из прилегающей с запада долины, [который] течет не каждый год и почти всегда летом пересыхает. Вода этих обоих ручьев распределяется повсюду хорошо устроенными каналами, служит для орошения виноградников и оплодотворения почвы долины - неизбежная предосторожность в такой почве, рухляковые свойства которой удесятеряют ее сухость. Я скажу об этом более в отделе, назначенном для описания культуры винограда в Крыму.[1] \| |
| Значительный ручей Сук-су, текущий с горных вершин по длине тринадцати верст, пробегает большую долину, падая в море; в него впадает маленький ручей Карагач, выходящий из прилегающей с запада долины, [который] течет не каждый год и почти всегда летом пересыхает. Вода этих обоих ручьев распределяется повсюду хорошо устроенными каналами, служит для орошения виноградников и оплодотворения почвы долины - неизбежная предосторожность в такой почве, рухляковые свойства которой удесятеряют ее сухость. Я скажу об этом более в отделе, назначенном для описания культуры винограда в Крыму. | |

## Мистецтво
Повінь на річці Судак зображена на полотні Айвазовского І. К. «Злива в Судаці» (1897).